# 5623 Iwamori
5623 Iwamori è un asteroide della fascia principale. Scoperto nel 1990, presenta un'orbita caratterizzata da un semiasse maggiore pari a 3,0123019 UA e da un'eccentricità di 0,1027886, inclinata di 10,99554° rispetto all'eclittica.